# Tomas Svensson
Tomas Runar Svensson (Eskilstuna, Condado de Södermanland, Suecia, 15 de febrero de 1968) es un ex-balonmanista sueco. 
Habiendo crecido en Eskilstuna, fue natural que jugara para el equipo de balonmano de la ciudad, GUIF, y luego fue trasladado a su equipo principal, haciendo su debut en la división superior de Suecia a la edad de 15 años. En 1988, ya con 20, hizo su primera tapa para Suecia y en 1990 fue una de las fuerzas principales en la selección nacional que ganó el campeonato del mundo en Checoslovaquia. Este éxito le consiguió un contrato con el Atlético Madrid BM en España, donde jugó durante algún tiempo antes de trasladarse al CD Bidasoa. Con este equipo ganó su primer campeonato de España y la  Liga de Campeones de la EHF en 1995. Justo después se mudó a Barcelona, donde permaneció durante varias temporadas, ayudando al equipo a convertirse en el equipo de balonmano más prominente del mundo, ganando casi todo lo que hay que ganar, Competiciones como la Liga de Campeones de la EHF y Trofeo de Campeones de EHF, así como competiciones españolas como la Liga ASOBAL y la Copa del Rey de Balonmano. Más tarde, Svensson se trasladó a Alemania y jugó en el HSV Hamburgo por un corto tiempo antes de regresar a España, esta vez para jugar para Portland San Antonio y en el Balonmano Valladolid. El 8 de mayo de 2012, Svensson anunció oficialmente su retiro como jugador luego de atajar y trabajar como entrenador de arqueros en el Rhein-Neckar Löwen. Entre 2014 y 2016 también trabajó como entrenador de arqueros para la Selección de balonmano de Dinamarca.
Ha sido 327 veces internacional con Suecia, habiendo obtenido dos Campeonatos del Mundo (1990 y 1999), dos Campeonatos de Europa (1994 y 2000) y tres medallas de plata en los Juegos Olímpicos (1992, 1996 y 2000). En 1991 sobrevivió a un terrible accidente aéreo en su país natal.

## Trayectoria deportiva
| Temporadas            | Club                      | Liga       | País     |
| --------------------- | ------------------------- | ---------- | -------- |
| 1984/1985 - 1989/1990 | IF Guif Eskilstuna        | Elitserien | Suecia   |
| 1990/1991 - 1991/1992 | Atlético de Madrid        | ASOBAL     | España   |
| 1992/1993 - 1994/1995 | Club Deportivo Bidasoa    | ASOBAL     | España   |
| 1995/1996 - 2001/2002 | FC Barcelona              | ASOBAL     | España   |
| 2002/2003 - 2004/2005 | HSV Hamburg               | Bundesliga | Alemania |
| 2005/2006 - 2008/2009 | Portland San Antonio      | ASOBAL     | España   |
| 2009/2010 - 2010/2011 | Club Balonmano Valladolid | ASOBAL     | España   |
| 2011/2012 -           | Rhein-Neckar Löwen        | Bundesliga | Alemania |

## Títulos
CD Bidasoa
- EHF Champions League: 1995
- Liga ASOBAL: 1995

FC Barcelona
- EHF Champions League: 1996, 1997, 1998, 1999, 2000
- Liga ASOBAL: 1996, 1997, 1998, 1999, 2000

HSV Hamburg
- DHB-Supercup: 2004

Total
- 6 EHF Champions League, 6 Ligas ASOBAL, 1 DHB-Supercup